# George Chesebro

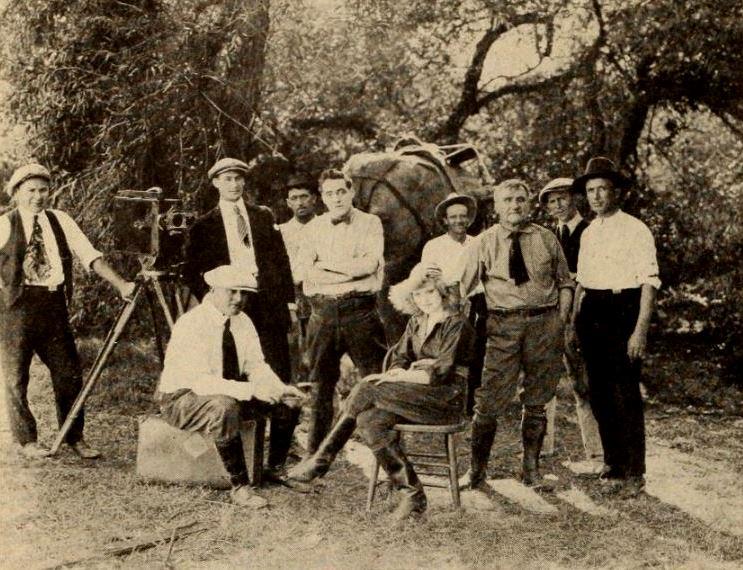
Equipe de produção do seriado The Lost City, de 1920, com Juanita Hansen ao lado do diretor do filme, E.A. Martin, e os atores George Chesebro, Frank Clark e Hector Dion, na página 52 de 20 de dezembro de 1919, Exhibitors Herald.

George Chesebro (29 de julho de 1888 - 28 de maio de 1959) foi um ator de cinema estadunidense que iniciou sua carreira na era do cinema mudo, alcançando a era sonora e a era da televisão, e que atuou em 421 filmes entre 1915 e 1954.f Apresentou-se creditado com diversos sobrenomes, tais como Cheseboro, Chesborough, Chesbro e Cheeseboro, entre outros.

## Biografia
Chesebro nasceu em Minneapolis, Minnesota, filho de James Fred Chesebro e Margaret Bell Grant, e envolveu-se em produções de vaudeville e teatro antes dos 20 anos, sendo em 1911 já era um artista experiente. Ele atuou em um musical que visitou a Ásia por dois anos, e em seguida retornou à América e atuou em vaudeville. Mudou-se para Los Angeles em 1915, iniciando no cinema.
Seu primeiro filme foi Mignon, lançado pela California Motion Picture Corporation em janeiro de 1915, creditado como George Cheseboro. Além de George Cheseboro, usou várias formas de crédito, tais como George N. Chesebro (em The Land Just Over Yonder, 1916), George Chesborough (em The Spirit of'76, em 1917) e George Chesbro (em The Show Down, 1917). Em 1918, atuou ao lado de Viola Dana em Riders of the Night, pela Metro Pictures Corporation.
A partir dos anos 1920, atuou em vários seriados, tais como The Lost City (1920), pela Selig Polyscope Company, Mystery Mountain (1934), The Miracle Rider (1935), S.O.S. Coast Guard (1937), Daredevils of the Red Circle (1939), entre outros. The Lost City foi transformado em filme, ainda em 1920, sob o título The Jungle Princess.
Nos anos 1920, usou algumas vezes o crédito George Cheeseboro, como em Hearts and Spangles e The Block Signal, esse último ao lado de Jean Arthur, ambos em 1926. Continuou sua carreira através da era sonora, em Westerns-B e em papéis coadjuvantes, algumas vezes não creditado. Nos anos 1930, atuou em vários westerns, ao lado de atores como Tom Tyler, Jack Perrin, Bob Steele, Roy Rogers.
Alcançou a era da televisão e atuou em séries de televisão tais como The Lone Ranger. Atuou em cinco episódios de The Three Stooges, entre eles Out West (1947), Punchy Cowpunchers (1950) e Pals and Gals (1954), que foi seu último filme.
Em 22 de novembro de 1974, foi lançada a compilação The Three Stooges Follies, com cenas de arquivo dos Três Patetas, incluindo cenas com George Chesebro.

## Vida pessoal e morte
De acordo com a Chesebro Genealogy Family Trees e a Chesebro' Genealogy@RootsWeb, George casou pela primeira vez com Dolly Higgins (que teria nascido por volta de 1890), em 15 de abril de 1908.
O jornal San Bernardino News, de 28 e 29 de abril de 1916 noticia o casamento do ator Chesebro com Emma Audell Higgins, sendo na época ambos membros da Dudley Motion Picture Company of Redlands, ele com 27 e ela com 25 anos, ambos de Minnesotta, em 28 de abril de 1916, em San Bernardino, Califórnia, tendo conseguido para isso, segundo o jornal, a licença de casamento.
Os jornais Olean Evening Herald e Variety noticiam o casamento do ator Chesebro com Sophia Gladys Barnum em 16 de maio de 1922, em Olean, Nova Iorque. O censo de 1940 já traz como sua esposa Sophia Gladys na época com 50 anos, portanto também nascida por volta de 1890, e que então (1940) morava com George e com o filho dela, enteado de Chesebro, Fred A. Barnum, de 21 anos na ocasião.
Chesebro morreu aos 70 anos em Los Angeles, Califórnia, em 28 de maio de 1959, e foi sepultado no Pacific Crest Cemetery, em Redondo Beach, Los Angeles, Califórnia.

## Filmografia parcial
- Pals and Gals (1954)[12]
- Last of the Comanches (1953)
- Merry Mavericks (1951)[13]
- Punchy Cowpunchers (1950)[14]
- Desperadoes of the West (1950)
- Ghost of Zorro (1949)
- Adventures of Frank and Jesse James (1948)
- The Black Widow (1947)
- Out West (1947)[15]
- Jesse James Rides Again (1947)
- Son of Zorro (1947)
- Daughter of Don Q (1946)
- The Phantom Rider (1946)
- The Purple Monster Strikes (1945)
- Secret Agent X-9 (1945)
- Federal Operator 99 (1945)
- The Master Key (1945)
- The Great Alaskan Mystery (1944)
- The Valley of Vanishing Men (1942)
- Perils of the Royal Mounted (1942)
- The Phantom (1943)
- The Batman (1943)
- Holt of the Secret Service (1941)
- The Spider Returns (1941)
- White Eagle (1941)
- Daredevils of the Red Circle (1939)
- Flying G-Men (1939)
- Fangs of Wild (1939)[16]
- The Great Adventures of Wild Bill Hickok (1938)
- The Purple Vigilantes (1938)
- Outlaws of Sonora (1938)
- S.O.S. Coast Guard (1937)
- Robinson Crusoe of Clipper Island (1936)
- The Lawless Nineties (1936)
- Custer's Last Stand (1936)
- Tumbling Tumbleweeds (1935)
- Danger Ahead (1935)
- The Adventures of Rex and Rinty (1935)
- The Miracle Rider (1935)
- Horses' Collars (1935)[17]
- The Murder in the  Museum (1934)[18]
- Queen of the Jungle (1935)
- The Law of the Wild (1934)
- Mystery Mountain (1934)
- The Big Chance (1933)[19]
- The County Fair (1932)
- Tombstone Canyon (1932)[20]
- The Chinatown Mystery (1928)
- The Block Signal (1926)
- Hearts and Spangles (1926)
- Wolf Blood (1925)
- Safe Guarded (1924)
- The Diamond Queen (1921)
- The Hope Diamond Mystery (1921)
- The Jungle Princess (1920)
- The Lost City (1920)
- The She Wolf (1919)
- Riders of the Night (1918)
- Hands Up! (1918)
- The Spirit of '76 (1917)
- Green Eyes (1916)
- Humanizing Mr. Winsby (1916)
- The Land Just Over Yonder (1916)
- Money (1915)
- Mignon (1915)